# Ле Ліонне тема
Те́ма ле Ліонне — тема в шаховій композиції. Суть теми — в початковій позиції білий король має можливість зробити 8 вступних ходів, але тільки один є рішенням задачі, оскільки після захистів чорних вже ні одна біла фігура не буде зв'язуватись, внаслідок чого будуть виникати мати.

## Історія
Цю ідею запропонував французький шаховий композитор Франсуа ле Ліонне (03.10.1901—13.03.1984).
В початковій позиції задачі білий король стоїть так, що біля нього немає жодної фігури і ні одне поле не контролюється чорними фігурами, тому він може зробити будь-який хід на всі 8-м полів. При семи невдалих вступних спробах ходу білим королем чорні наступним ходом зв'язують білу фігуру і мат чорному королю неможливий. Лише веде до успіху останній, 8-й вступний хід, при якому не зв'язується ні одна біла фігура, що зв'язувалася в хибних слідах, і тепер на захисти чорних мати проходять.
Ідея дістала назву — тема ле Ліонне.
|   | a | b | c | d | e | f | g | h |   |
| 8 | f8 чорний кінь · g8 чорний слон · g7 чорний ферзь · h7 чорний пішак · a6 білий кінь · b6 чорний пішак · e6 білий пішак · g6 чорний пішак · h6 біла тура · b5 білий пішак · c5 чорний слон · d5 чорний король · g5 білий пішак · h5 білий пішак · b4 чорний пішак · d4 білий пішак · f4 білий ферзь · g4 білий слон · b3 білий пішак · e3 білий пішак · g2 білий король | f8 чорний кінь · g8 чорний слон · g7 чорний ферзь · h7 чорний пішак · a6 білий кінь · b6 чорний пішак · e6 білий пішак · g6 чорний пішак · h6 біла тура · b5 білий пішак · c5 чорний слон · d5 чорний король · g5 білий пішак · h5 білий пішак · b4 чорний пішак · d4 білий пішак · f4 білий ферзь · g4 білий слон · b3 білий пішак · e3 білий пішак · g2 білий король | f8 чорний кінь · g8 чорний слон · g7 чорний ферзь · h7 чорний пішак · a6 білий кінь · b6 чорний пішак · e6 білий пішак · g6 чорний пішак · h6 біла тура · b5 білий пішак · c5 чорний слон · d5 чорний король · g5 білий пішак · h5 білий пішак · b4 чорний пішак · d4 білий пішак · f4 білий ферзь · g4 білий слон · b3 білий пішак · e3 білий пішак · g2 білий король | f8 чорний кінь · g8 чорний слон · g7 чорний ферзь · h7 чорний пішак · a6 білий кінь · b6 чорний пішак · e6 білий пішак · g6 чорний пішак · h6 біла тура · b5 білий пішак · c5 чорний слон · d5 чорний король · g5 білий пішак · h5 білий пішак · b4 чорний пішак · d4 білий пішак · f4 білий ферзь · g4 білий слон · b3 білий пішак · e3 білий пішак · g2 білий король | f8 чорний кінь · g8 чорний слон · g7 чорний ферзь · h7 чорний пішак · a6 білий кінь · b6 чорний пішак · e6 білий пішак · g6 чорний пішак · h6 біла тура · b5 білий пішак · c5 чорний слон · d5 чорний король · g5 білий пішак · h5 білий пішак · b4 чорний пішак · d4 білий пішак · f4 білий ферзь · g4 білий слон · b3 білий пішак · e3 білий пішак · g2 білий король | f8 чорний кінь · g8 чорний слон · g7 чорний ферзь · h7 чорний пішак · a6 білий кінь · b6 чорний пішак · e6 білий пішак · g6 чорний пішак · h6 біла тура · b5 білий пішак · c5 чорний слон · d5 чорний король · g5 білий пішак · h5 білий пішак · b4 чорний пішак · d4 білий пішак · f4 білий ферзь · g4 білий слон · b3 білий пішак · e3 білий пішак · g2 білий король | f8 чорний кінь · g8 чорний слон · g7 чорний ферзь · h7 чорний пішак · a6 білий кінь · b6 чорний пішак · e6 білий пішак · g6 чорний пішак · h6 біла тура · b5 білий пішак · c5 чорний слон · d5 чорний король · g5 білий пішак · h5 білий пішак · b4 чорний пішак · d4 білий пішак · f4 білий ферзь · g4 білий слон · b3 білий пішак · e3 білий пішак · g2 білий король | f8 чорний кінь · g8 чорний слон · g7 чорний ферзь · h7 чорний пішак · a6 білий кінь · b6 чорний пішак · e6 білий пішак · g6 чорний пішак · h6 біла тура · b5 білий пішак · c5 чорний слон · d5 чорний король · g5 білий пішак · h5 білий пішак · b4 чорний пішак · d4 білий пішак · f4 білий ферзь · g4 білий слон · b3 білий пішак · e3 білий пішак · g2 білий король | 8 |
| 7 | f8 чорний кінь · g8 чорний слон · g7 чорний ферзь · h7 чорний пішак · a6 білий кінь · b6 чорний пішак · e6 білий пішак · g6 чорний пішак · h6 біла тура · b5 білий пішак · c5 чорний слон · d5 чорний король · g5 білий пішак · h5 білий пішак · b4 чорний пішак · d4 білий пішак · f4 білий ферзь · g4 білий слон · b3 білий пішак · e3 білий пішак · g2 білий король | f8 чорний кінь · g8 чорний слон · g7 чорний ферзь · h7 чорний пішак · a6 білий кінь · b6 чорний пішак · e6 білий пішак · g6 чорний пішак · h6 біла тура · b5 білий пішак · c5 чорний слон · d5 чорний король · g5 білий пішак · h5 білий пішак · b4 чорний пішак · d4 білий пішак · f4 білий ферзь · g4 білий слон · b3 білий пішак · e3 білий пішак · g2 білий король | f8 чорний кінь · g8 чорний слон · g7 чорний ферзь · h7 чорний пішак · a6 білий кінь · b6 чорний пішак · e6 білий пішак · g6 чорний пішак · h6 біла тура · b5 білий пішак · c5 чорний слон · d5 чорний король · g5 білий пішак · h5 білий пішак · b4 чорний пішак · d4 білий пішак · f4 білий ферзь · g4 білий слон · b3 білий пішак · e3 білий пішак · g2 білий король | f8 чорний кінь · g8 чорний слон · g7 чорний ферзь · h7 чорний пішак · a6 білий кінь · b6 чорний пішак · e6 білий пішак · g6 чорний пішак · h6 біла тура · b5 білий пішак · c5 чорний слон · d5 чорний король · g5 білий пішак · h5 білий пішак · b4 чорний пішак · d4 білий пішак · f4 білий ферзь · g4 білий слон · b3 білий пішак · e3 білий пішак · g2 білий король | f8 чорний кінь · g8 чорний слон · g7 чорний ферзь · h7 чорний пішак · a6 білий кінь · b6 чорний пішак · e6 білий пішак · g6 чорний пішак · h6 біла тура · b5 білий пішак · c5 чорний слон · d5 чорний король · g5 білий пішак · h5 білий пішак · b4 чорний пішак · d4 білий пішак · f4 білий ферзь · g4 білий слон · b3 білий пішак · e3 білий пішак · g2 білий король | f8 чорний кінь · g8 чорний слон · g7 чорний ферзь · h7 чорний пішак · a6 білий кінь · b6 чорний пішак · e6 білий пішак · g6 чорний пішак · h6 біла тура · b5 білий пішак · c5 чорний слон · d5 чорний король · g5 білий пішак · h5 білий пішак · b4 чорний пішак · d4 білий пішак · f4 білий ферзь · g4 білий слон · b3 білий пішак · e3 білий пішак · g2 білий король | f8 чорний кінь · g8 чорний слон · g7 чорний ферзь · h7 чорний пішак · a6 білий кінь · b6 чорний пішак · e6 білий пішак · g6 чорний пішак · h6 біла тура · b5 білий пішак · c5 чорний слон · d5 чорний король · g5 білий пішак · h5 білий пішак · b4 чорний пішак · d4 білий пішак · f4 білий ферзь · g4 білий слон · b3 білий пішак · e3 білий пішак · g2 білий король | f8 чорний кінь · g8 чорний слон · g7 чорний ферзь · h7 чорний пішак · a6 білий кінь · b6 чорний пішак · e6 білий пішак · g6 чорний пішак · h6 біла тура · b5 білий пішак · c5 чорний слон · d5 чорний король · g5 білий пішак · h5 білий пішак · b4 чорний пішак · d4 білий пішак · f4 білий ферзь · g4 білий слон · b3 білий пішак · e3 білий пішак · g2 білий король | 7 |
| 6 | f8 чорний кінь · g8 чорний слон · g7 чорний ферзь · h7 чорний пішак · a6 білий кінь · b6 чорний пішак · e6 білий пішак · g6 чорний пішак · h6 біла тура · b5 білий пішак · c5 чорний слон · d5 чорний король · g5 білий пішак · h5 білий пішак · b4 чорний пішак · d4 білий пішак · f4 білий ферзь · g4 білий слон · b3 білий пішак · e3 білий пішак · g2 білий король | f8 чорний кінь · g8 чорний слон · g7 чорний ферзь · h7 чорний пішак · a6 білий кінь · b6 чорний пішак · e6 білий пішак · g6 чорний пішак · h6 біла тура · b5 білий пішак · c5 чорний слон · d5 чорний король · g5 білий пішак · h5 білий пішак · b4 чорний пішак · d4 білий пішак · f4 білий ферзь · g4 білий слон · b3 білий пішак · e3 білий пішак · g2 білий король | f8 чорний кінь · g8 чорний слон · g7 чорний ферзь · h7 чорний пішак · a6 білий кінь · b6 чорний пішак · e6 білий пішак · g6 чорний пішак · h6 біла тура · b5 білий пішак · c5 чорний слон · d5 чорний король · g5 білий пішак · h5 білий пішак · b4 чорний пішак · d4 білий пішак · f4 білий ферзь · g4 білий слон · b3 білий пішак · e3 білий пішак · g2 білий король | f8 чорний кінь · g8 чорний слон · g7 чорний ферзь · h7 чорний пішак · a6 білий кінь · b6 чорний пішак · e6 білий пішак · g6 чорний пішак · h6 біла тура · b5 білий пішак · c5 чорний слон · d5 чорний король · g5 білий пішак · h5 білий пішак · b4 чорний пішак · d4 білий пішак · f4 білий ферзь · g4 білий слон · b3 білий пішак · e3 білий пішак · g2 білий король | f8 чорний кінь · g8 чорний слон · g7 чорний ферзь · h7 чорний пішак · a6 білий кінь · b6 чорний пішак · e6 білий пішак · g6 чорний пішак · h6 біла тура · b5 білий пішак · c5 чорний слон · d5 чорний король · g5 білий пішак · h5 білий пішак · b4 чорний пішак · d4 білий пішак · f4 білий ферзь · g4 білий слон · b3 білий пішак · e3 білий пішак · g2 білий король | f8 чорний кінь · g8 чорний слон · g7 чорний ферзь · h7 чорний пішак · a6 білий кінь · b6 чорний пішак · e6 білий пішак · g6 чорний пішак · h6 біла тура · b5 білий пішак · c5 чорний слон · d5 чорний король · g5 білий пішак · h5 білий пішак · b4 чорний пішак · d4 білий пішак · f4 білий ферзь · g4 білий слон · b3 білий пішак · e3 білий пішак · g2 білий король | f8 чорний кінь · g8 чорний слон · g7 чорний ферзь · h7 чорний пішак · a6 білий кінь · b6 чорний пішак · e6 білий пішак · g6 чорний пішак · h6 біла тура · b5 білий пішак · c5 чорний слон · d5 чорний король · g5 білий пішак · h5 білий пішак · b4 чорний пішак · d4 білий пішак · f4 білий ферзь · g4 білий слон · b3 білий пішак · e3 білий пішак · g2 білий король | f8 чорний кінь · g8 чорний слон · g7 чорний ферзь · h7 чорний пішак · a6 білий кінь · b6 чорний пішак · e6 білий пішак · g6 чорний пішак · h6 біла тура · b5 білий пішак · c5 чорний слон · d5 чорний король · g5 білий пішак · h5 білий пішак · b4 чорний пішак · d4 білий пішак · f4 білий ферзь · g4 білий слон · b3 білий пішак · e3 білий пішак · g2 білий король | 6 |
| 5 | f8 чорний кінь · g8 чорний слон · g7 чорний ферзь · h7 чорний пішак · a6 білий кінь · b6 чорний пішак · e6 білий пішак · g6 чорний пішак · h6 біла тура · b5 білий пішак · c5 чорний слон · d5 чорний король · g5 білий пішак · h5 білий пішак · b4 чорний пішак · d4 білий пішак · f4 білий ферзь · g4 білий слон · b3 білий пішак · e3 білий пішак · g2 білий король | f8 чорний кінь · g8 чорний слон · g7 чорний ферзь · h7 чорний пішак · a6 білий кінь · b6 чорний пішак · e6 білий пішак · g6 чорний пішак · h6 біла тура · b5 білий пішак · c5 чорний слон · d5 чорний король · g5 білий пішак · h5 білий пішак · b4 чорний пішак · d4 білий пішак · f4 білий ферзь · g4 білий слон · b3 білий пішак · e3 білий пішак · g2 білий король | f8 чорний кінь · g8 чорний слон · g7 чорний ферзь · h7 чорний пішак · a6 білий кінь · b6 чорний пішак · e6 білий пішак · g6 чорний пішак · h6 біла тура · b5 білий пішак · c5 чорний слон · d5 чорний король · g5 білий пішак · h5 білий пішак · b4 чорний пішак · d4 білий пішак · f4 білий ферзь · g4 білий слон · b3 білий пішак · e3 білий пішак · g2 білий король | f8 чорний кінь · g8 чорний слон · g7 чорний ферзь · h7 чорний пішак · a6 білий кінь · b6 чорний пішак · e6 білий пішак · g6 чорний пішак · h6 біла тура · b5 білий пішак · c5 чорний слон · d5 чорний король · g5 білий пішак · h5 білий пішак · b4 чорний пішак · d4 білий пішак · f4 білий ферзь · g4 білий слон · b3 білий пішак · e3 білий пішак · g2 білий король | f8 чорний кінь · g8 чорний слон · g7 чорний ферзь · h7 чорний пішак · a6 білий кінь · b6 чорний пішак · e6 білий пішак · g6 чорний пішак · h6 біла тура · b5 білий пішак · c5 чорний слон · d5 чорний король · g5 білий пішак · h5 білий пішак · b4 чорний пішак · d4 білий пішак · f4 білий ферзь · g4 білий слон · b3 білий пішак · e3 білий пішак · g2 білий король | f8 чорний кінь · g8 чорний слон · g7 чорний ферзь · h7 чорний пішак · a6 білий кінь · b6 чорний пішак · e6 білий пішак · g6 чорний пішак · h6 біла тура · b5 білий пішак · c5 чорний слон · d5 чорний король · g5 білий пішак · h5 білий пішак · b4 чорний пішак · d4 білий пішак · f4 білий ферзь · g4 білий слон · b3 білий пішак · e3 білий пішак · g2 білий король | f8 чорний кінь · g8 чорний слон · g7 чорний ферзь · h7 чорний пішак · a6 білий кінь · b6 чорний пішак · e6 білий пішак · g6 чорний пішак · h6 біла тура · b5 білий пішак · c5 чорний слон · d5 чорний король · g5 білий пішак · h5 білий пішак · b4 чорний пішак · d4 білий пішак · f4 білий ферзь · g4 білий слон · b3 білий пішак · e3 білий пішак · g2 білий король | f8 чорний кінь · g8 чорний слон · g7 чорний ферзь · h7 чорний пішак · a6 білий кінь · b6 чорний пішак · e6 білий пішак · g6 чорний пішак · h6 біла тура · b5 білий пішак · c5 чорний слон · d5 чорний король · g5 білий пішак · h5 білий пішак · b4 чорний пішак · d4 білий пішак · f4 білий ферзь · g4 білий слон · b3 білий пішак · e3 білий пішак · g2 білий король | 5 |
| 4 | f8 чорний кінь · g8 чорний слон · g7 чорний ферзь · h7 чорний пішак · a6 білий кінь · b6 чорний пішак · e6 білий пішак · g6 чорний пішак · h6 біла тура · b5 білий пішак · c5 чорний слон · d5 чорний король · g5 білий пішак · h5 білий пішак · b4 чорний пішак · d4 білий пішак · f4 білий ферзь · g4 білий слон · b3 білий пішак · e3 білий пішак · g2 білий король | f8 чорний кінь · g8 чорний слон · g7 чорний ферзь · h7 чорний пішак · a6 білий кінь · b6 чорний пішак · e6 білий пішак · g6 чорний пішак · h6 біла тура · b5 білий пішак · c5 чорний слон · d5 чорний король · g5 білий пішак · h5 білий пішак · b4 чорний пішак · d4 білий пішак · f4 білий ферзь · g4 білий слон · b3 білий пішак · e3 білий пішак · g2 білий король | f8 чорний кінь · g8 чорний слон · g7 чорний ферзь · h7 чорний пішак · a6 білий кінь · b6 чорний пішак · e6 білий пішак · g6 чорний пішак · h6 біла тура · b5 білий пішак · c5 чорний слон · d5 чорний король · g5 білий пішак · h5 білий пішак · b4 чорний пішак · d4 білий пішак · f4 білий ферзь · g4 білий слон · b3 білий пішак · e3 білий пішак · g2 білий король | f8 чорний кінь · g8 чорний слон · g7 чорний ферзь · h7 чорний пішак · a6 білий кінь · b6 чорний пішак · e6 білий пішак · g6 чорний пішак · h6 біла тура · b5 білий пішак · c5 чорний слон · d5 чорний король · g5 білий пішак · h5 білий пішак · b4 чорний пішак · d4 білий пішак · f4 білий ферзь · g4 білий слон · b3 білий пішак · e3 білий пішак · g2 білий король | f8 чорний кінь · g8 чорний слон · g7 чорний ферзь · h7 чорний пішак · a6 білий кінь · b6 чорний пішак · e6 білий пішак · g6 чорний пішак · h6 біла тура · b5 білий пішак · c5 чорний слон · d5 чорний король · g5 білий пішак · h5 білий пішак · b4 чорний пішак · d4 білий пішак · f4 білий ферзь · g4 білий слон · b3 білий пішак · e3 білий пішак · g2 білий король | f8 чорний кінь · g8 чорний слон · g7 чорний ферзь · h7 чорний пішак · a6 білий кінь · b6 чорний пішак · e6 білий пішак · g6 чорний пішак · h6 біла тура · b5 білий пішак · c5 чорний слон · d5 чорний король · g5 білий пішак · h5 білий пішак · b4 чорний пішак · d4 білий пішак · f4 білий ферзь · g4 білий слон · b3 білий пішак · e3 білий пішак · g2 білий король | f8 чорний кінь · g8 чорний слон · g7 чорний ферзь · h7 чорний пішак · a6 білий кінь · b6 чорний пішак · e6 білий пішак · g6 чорний пішак · h6 біла тура · b5 білий пішак · c5 чорний слон · d5 чорний король · g5 білий пішак · h5 білий пішак · b4 чорний пішак · d4 білий пішак · f4 білий ферзь · g4 білий слон · b3 білий пішак · e3 білий пішак · g2 білий король | f8 чорний кінь · g8 чорний слон · g7 чорний ферзь · h7 чорний пішак · a6 білий кінь · b6 чорний пішак · e6 білий пішак · g6 чорний пішак · h6 біла тура · b5 білий пішак · c5 чорний слон · d5 чорний король · g5 білий пішак · h5 білий пішак · b4 чорний пішак · d4 білий пішак · f4 білий ферзь · g4 білий слон · b3 білий пішак · e3 білий пішак · g2 білий король | 4 |
| 3 | f8 чорний кінь · g8 чорний слон · g7 чорний ферзь · h7 чорний пішак · a6 білий кінь · b6 чорний пішак · e6 білий пішак · g6 чорний пішак · h6 біла тура · b5 білий пішак · c5 чорний слон · d5 чорний король · g5 білий пішак · h5 білий пішак · b4 чорний пішак · d4 білий пішак · f4 білий ферзь · g4 білий слон · b3 білий пішак · e3 білий пішак · g2 білий король | f8 чорний кінь · g8 чорний слон · g7 чорний ферзь · h7 чорний пішак · a6 білий кінь · b6 чорний пішак · e6 білий пішак · g6 чорний пішак · h6 біла тура · b5 білий пішак · c5 чорний слон · d5 чорний король · g5 білий пішак · h5 білий пішак · b4 чорний пішак · d4 білий пішак · f4 білий ферзь · g4 білий слон · b3 білий пішак · e3 білий пішак · g2 білий король | f8 чорний кінь · g8 чорний слон · g7 чорний ферзь · h7 чорний пішак · a6 білий кінь · b6 чорний пішак · e6 білий пішак · g6 чорний пішак · h6 біла тура · b5 білий пішак · c5 чорний слон · d5 чорний король · g5 білий пішак · h5 білий пішак · b4 чорний пішак · d4 білий пішак · f4 білий ферзь · g4 білий слон · b3 білий пішак · e3 білий пішак · g2 білий король | f8 чорний кінь · g8 чорний слон · g7 чорний ферзь · h7 чорний пішак · a6 білий кінь · b6 чорний пішак · e6 білий пішак · g6 чорний пішак · h6 біла тура · b5 білий пішак · c5 чорний слон · d5 чорний король · g5 білий пішак · h5 білий пішак · b4 чорний пішак · d4 білий пішак · f4 білий ферзь · g4 білий слон · b3 білий пішак · e3 білий пішак · g2 білий король | f8 чорний кінь · g8 чорний слон · g7 чорний ферзь · h7 чорний пішак · a6 білий кінь · b6 чорний пішак · e6 білий пішак · g6 чорний пішак · h6 біла тура · b5 білий пішак · c5 чорний слон · d5 чорний король · g5 білий пішак · h5 білий пішак · b4 чорний пішак · d4 білий пішак · f4 білий ферзь · g4 білий слон · b3 білий пішак · e3 білий пішак · g2 білий король | f8 чорний кінь · g8 чорний слон · g7 чорний ферзь · h7 чорний пішак · a6 білий кінь · b6 чорний пішак · e6 білий пішак · g6 чорний пішак · h6 біла тура · b5 білий пішак · c5 чорний слон · d5 чорний король · g5 білий пішак · h5 білий пішак · b4 чорний пішак · d4 білий пішак · f4 білий ферзь · g4 білий слон · b3 білий пішак · e3 білий пішак · g2 білий король | f8 чорний кінь · g8 чорний слон · g7 чорний ферзь · h7 чорний пішак · a6 білий кінь · b6 чорний пішак · e6 білий пішак · g6 чорний пішак · h6 біла тура · b5 білий пішак · c5 чорний слон · d5 чорний король · g5 білий пішак · h5 білий пішак · b4 чорний пішак · d4 білий пішак · f4 білий ферзь · g4 білий слон · b3 білий пішак · e3 білий пішак · g2 білий король | f8 чорний кінь · g8 чорний слон · g7 чорний ферзь · h7 чорний пішак · a6 білий кінь · b6 чорний пішак · e6 білий пішак · g6 чорний пішак · h6 біла тура · b5 білий пішак · c5 чорний слон · d5 чорний король · g5 білий пішак · h5 білий пішак · b4 чорний пішак · d4 білий пішак · f4 білий ферзь · g4 білий слон · b3 білий пішак · e3 білий пішак · g2 білий король | 3 |
| 2 | f8 чорний кінь · g8 чорний слон · g7 чорний ферзь · h7 чорний пішак · a6 білий кінь · b6 чорний пішак · e6 білий пішак · g6 чорний пішак · h6 біла тура · b5 білий пішак · c5 чорний слон · d5 чорний король · g5 білий пішак · h5 білий пішак · b4 чорний пішак · d4 білий пішак · f4 білий ферзь · g4 білий слон · b3 білий пішак · e3 білий пішак · g2 білий король | f8 чорний кінь · g8 чорний слон · g7 чорний ферзь · h7 чорний пішак · a6 білий кінь · b6 чорний пішак · e6 білий пішак · g6 чорний пішак · h6 біла тура · b5 білий пішак · c5 чорний слон · d5 чорний король · g5 білий пішак · h5 білий пішак · b4 чорний пішак · d4 білий пішак · f4 білий ферзь · g4 білий слон · b3 білий пішак · e3 білий пішак · g2 білий король | f8 чорний кінь · g8 чорний слон · g7 чорний ферзь · h7 чорний пішак · a6 білий кінь · b6 чорний пішак · e6 білий пішак · g6 чорний пішак · h6 біла тура · b5 білий пішак · c5 чорний слон · d5 чорний король · g5 білий пішак · h5 білий пішак · b4 чорний пішак · d4 білий пішак · f4 білий ферзь · g4 білий слон · b3 білий пішак · e3 білий пішак · g2 білий король | f8 чорний кінь · g8 чорний слон · g7 чорний ферзь · h7 чорний пішак · a6 білий кінь · b6 чорний пішак · e6 білий пішак · g6 чорний пішак · h6 біла тура · b5 білий пішак · c5 чорний слон · d5 чорний король · g5 білий пішак · h5 білий пішак · b4 чорний пішак · d4 білий пішак · f4 білий ферзь · g4 білий слон · b3 білий пішак · e3 білий пішак · g2 білий король | f8 чорний кінь · g8 чорний слон · g7 чорний ферзь · h7 чорний пішак · a6 білий кінь · b6 чорний пішак · e6 білий пішак · g6 чорний пішак · h6 біла тура · b5 білий пішак · c5 чорний слон · d5 чорний король · g5 білий пішак · h5 білий пішак · b4 чорний пішак · d4 білий пішак · f4 білий ферзь · g4 білий слон · b3 білий пішак · e3 білий пішак · g2 білий король | f8 чорний кінь · g8 чорний слон · g7 чорний ферзь · h7 чорний пішак · a6 білий кінь · b6 чорний пішак · e6 білий пішак · g6 чорний пішак · h6 біла тура · b5 білий пішак · c5 чорний слон · d5 чорний король · g5 білий пішак · h5 білий пішак · b4 чорний пішак · d4 білий пішак · f4 білий ферзь · g4 білий слон · b3 білий пішак · e3 білий пішак · g2 білий король | f8 чорний кінь · g8 чорний слон · g7 чорний ферзь · h7 чорний пішак · a6 білий кінь · b6 чорний пішак · e6 білий пішак · g6 чорний пішак · h6 біла тура · b5 білий пішак · c5 чорний слон · d5 чорний король · g5 білий пішак · h5 білий пішак · b4 чорний пішак · d4 білий пішак · f4 білий ферзь · g4 білий слон · b3 білий пішак · e3 білий пішак · g2 білий король | f8 чорний кінь · g8 чорний слон · g7 чорний ферзь · h7 чорний пішак · a6 білий кінь · b6 чорний пішак · e6 білий пішак · g6 чорний пішак · h6 біла тура · b5 білий пішак · c5 чорний слон · d5 чорний король · g5 білий пішак · h5 білий пішак · b4 чорний пішак · d4 білий пішак · f4 білий ферзь · g4 білий слон · b3 білий пішак · e3 білий пішак · g2 білий король | 2 |
| 1 | f8 чорний кінь · g8 чорний слон · g7 чорний ферзь · h7 чорний пішак · a6 білий кінь · b6 чорний пішак · e6 білий пішак · g6 чорний пішак · h6 біла тура · b5 білий пішак · c5 чорний слон · d5 чорний король · g5 білий пішак · h5 білий пішак · b4 чорний пішак · d4 білий пішак · f4 білий ферзь · g4 білий слон · b3 білий пішак · e3 білий пішак · g2 білий король | f8 чорний кінь · g8 чорний слон · g7 чорний ферзь · h7 чорний пішак · a6 білий кінь · b6 чорний пішак · e6 білий пішак · g6 чорний пішак · h6 біла тура · b5 білий пішак · c5 чорний слон · d5 чорний король · g5 білий пішак · h5 білий пішак · b4 чорний пішак · d4 білий пішак · f4 білий ферзь · g4 білий слон · b3 білий пішак · e3 білий пішак · g2 білий король | f8 чорний кінь · g8 чорний слон · g7 чорний ферзь · h7 чорний пішак · a6 білий кінь · b6 чорний пішак · e6 білий пішак · g6 чорний пішак · h6 біла тура · b5 білий пішак · c5 чорний слон · d5 чорний король · g5 білий пішак · h5 білий пішак · b4 чорний пішак · d4 білий пішак · f4 білий ферзь · g4 білий слон · b3 білий пішак · e3 білий пішак · g2 білий король | f8 чорний кінь · g8 чорний слон · g7 чорний ферзь · h7 чорний пішак · a6 білий кінь · b6 чорний пішак · e6 білий пішак · g6 чорний пішак · h6 біла тура · b5 білий пішак · c5 чорний слон · d5 чорний король · g5 білий пішак · h5 білий пішак · b4 чорний пішак · d4 білий пішак · f4 білий ферзь · g4 білий слон · b3 білий пішак · e3 білий пішак · g2 білий король | f8 чорний кінь · g8 чорний слон · g7 чорний ферзь · h7 чорний пішак · a6 білий кінь · b6 чорний пішак · e6 білий пішак · g6 чорний пішак · h6 біла тура · b5 білий пішак · c5 чорний слон · d5 чорний король · g5 білий пішак · h5 білий пішак · b4 чорний пішак · d4 білий пішак · f4 білий ферзь · g4 білий слон · b3 білий пішак · e3 білий пішак · g2 білий король | f8 чорний кінь · g8 чорний слон · g7 чорний ферзь · h7 чорний пішак · a6 білий кінь · b6 чорний пішак · e6 білий пішак · g6 чорний пішак · h6 біла тура · b5 білий пішак · c5 чорний слон · d5 чорний король · g5 білий пішак · h5 білий пішак · b4 чорний пішак · d4 білий пішак · f4 білий ферзь · g4 білий слон · b3 білий пішак · e3 білий пішак · g2 білий король | f8 чорний кінь · g8 чорний слон · g7 чорний ферзь · h7 чорний пішак · a6 білий кінь · b6 чорний пішак · e6 білий пішак · g6 чорний пішак · h6 біла тура · b5 білий пішак · c5 чорний слон · d5 чорний король · g5 білий пішак · h5 білий пішак · b4 чорний пішак · d4 білий пішак · f4 білий ферзь · g4 білий слон · b3 білий пішак · e3 білий пішак · g2 білий король | f8 чорний кінь · g8 чорний слон · g7 чорний ферзь · h7 чорний пішак · a6 білий кінь · b6 чорний пішак · e6 білий пішак · g6 чорний пішак · h6 біла тура · b5 білий пішак · c5 чорний слон · d5 чорний король · g5 білий пішак · h5 білий пішак · b4 чорний пішак · d4 білий пішак · f4 білий ферзь · g4 білий слон · b3 білий пішак · e3 білий пішак · g2 білий король | 1 |
|   | a | b | c | d | e | f | g | h |   |

FEN: 5nb1/6qp/Np2P1pR/1Pbk2PP/1p1P1QB1/1P2P3/6K1/8
1. Kg1? Bxd4!
1. Kf1? Qf7!
1. Kf2? Qf7, Bxd4!
1. Kf3? Bxe6!
1. Kg3? Bd6!
1.Kh3? Bxe6!
1. Kh2? Bd6!
1. Kh1! ~ Zz
1. ... Bxd4 2. e4#
1. ... Qf7 2. Qe5#
1. ... Bxe6 2. Bf3#
1. ... Bd6 2. Qf3#